# Komarno (Ukraina)
Komarno (ukr. Комарно, Komarno) – miasto na Ukrainie, w obwodzie lwowskim, w rejonie lwowskim, nad Wereszycą. W 2001 roku liczyło 3977 mieszkańców.
Prywatne miasto szlacheckie lokowane w 1471 roku położone było w XVI wieku w województwie ruskim.
W mieście rozwinął się przemysł precyzyjny, spożywczy oraz drzewny.

## Historia
Miasto otrzymało przywilej lokacyjny na prawie magdeburskim od króla Kazimierza Jagiellończyka dzięki staraniom wojewody ruskiego i podolskiego Stanisława de Chodecz (z Chodcza). Wojewoda był też fundatorem parafii łacińskiej oraz kościoła w roku 1473. W okresie panowania Kazimierza Jagiellończyka istniała w mieście duża fabryka sukna, która wysyłała swoje wyroby do Wiednia, silny był też cech tkaczy. W okresie do roku 1772 miasto dzieliło się na: miasto, przedmieście samborskie, przedmieście Lipie, przedmieście górne i lwowskie, Podzwierzyniec oraz przedmieście Rozłęka. Kolejne przywileje dla Komarna będącego własnością wojewody sandomierskiego Ottona de Chodecz potwierdził król Zygmunt I. Za panowania króla Zygmunta Augusta miasto należało do Jana Mieleckiego, woj. podolskiego. W roku 1590 dziedziczył miasto (po żonie Katarzynie Mieleckiej) Jan Ostroróg, wojewoda poznański. Po Ostrorogach Komarno przeszło w posiadanie książąt Wiśniowieckich, a następnie Ogińskich. Do roku 1772 miasto było własnością Michała z Kozielska Ogińskiego, wojewody wileńskiego. W XIX i XX wieku miasto było własnością hrabiów Lanckorońskich, którzy postawili w mieście swój pałac. Ostatnią przedwojenną właścicielką Komarna była Karolina Lanckorońska, znawczyni i mecenas sztuki, docent Uniwersytetu Jana Kazimierza.
W roku 1648 miasto odparło oblężenie wojsk kozacko-tatarskich Bohdana Chmielnickiego. W roku 1672 w bitwie pod Komarnem ówczesny hetman wielki koronny od 1668 Jan Sobieski Jan III pokonał 10-tysięczny oddział tatarski Nurredina, polskie siły liczyły w tym ataku tylko 2000 żołnierzy, podzielonych na dwa skrzydła. W drugiej potyczce, która rozegrała się pod Beńkową Wisznią, król odbił z niewoli tatarskiej wziętych w jasyr pod Bieczem, Sanokiem i Leskiem Polaków, w tym szlachtę i księży. Pod koniec XIX wieku na pobojowisku widoczne było jeszcze rozorane mogiły żołnierzy polskich oraz obelisk z datą 1695 oraz zniszczony napis Ruszył S. związek spod Komarna.
Według inwentarza 1746 r. właścicielami domów oraz użytkownikami pól i ogrodów Komarna byli:
| Ulica (dzielnica) miasteczka oraz grupa mieszczan | Ukraińcy | Polacy | Żydzi | Wszyscy |
| ------------------------------------------------- | -------- | ------ | ----- | ------- |
| Pierwsza ulica od kościoła                        | 0        | 4      | 2     | 6       |
| Druga ulica rynkowa                               | 0        | 4      | 9     | 13      |
| Trzecia ulica rynkowa                             | 0        | 2      | 4     | 6       |
| Czwarta ulica rynkowa                             | 0        | 4      | 5     | 9       |
| Ulica od bramy samborskiej                        | 0        | 14     | 2     | 16      |
| Ulica od bramy lwowskiej                          | 0        | 22     | 11    | 33      |
| Ulica szewska                                     | 4        | 31     | 2     | 37      |
| Druga ulica od bramy lwowskiej                    | 1        | 11     | 1     | 13      |
| Wolanie z przedmieścia Lipia                      | 0        | 6      | 2     | 8       |
| Przedmieście samborskie                           | 1        | 15     | 1     | 17      |
| Komornicy                                         | 1        | 18     | 28    | 47      |
| Przedmieście wielkie lwowskie                     | 20       | 59     | 0     | 79      |
| Przedmieście Lipie                                | 6        | 9      | 0     | 15      |
| Inne mieszkańcy                                   | 8        | 35     | 0     | 43      |

Do roku 1772 należało do powiatu rudeckiego, klucza komarnickiego w województwie ruskim, prowincji małopolskiej.
W okresie zaboru austriackiego 1772-1914 miasto należało do pow. rudeckiego, było siedzibą sądu powiatowego. Leżało w cyrkule samborskim. W wydanej po raz pierwszy w 1786 r. „Geografii (...) Galicyi i Lodomeryi” autorstwa hrabiego Ewarysta A. Kuropatnickiego czytamy o Komarnie: Miasto dziedziczne JW. hrabi Michała Ogińskiego, hetmana W.X.L., kawalera orderów polskich i rosyjskich (...) Tego to pana miasto stawem stu tysięcy intratnym jest sławne. Parafia rzymskokatolicka należała do dekanatu drohobyckiego, diecezji przemyskiej. W Kościele greckokatolickim było siedzibą dekanatu należącego do diecezji przemyskiej. W roku 1880 miasto liczyło 770 domów oraz 5079 mieszkańców.
W II Rzeczypospolitej miasto znajdowało się w powiecie rudeckim, w województwie lwowskim. W 1921 roku Komarno liczyło 5009 mieszkańców (2655 kobiet i 2354 mężczyzn) i znajdowało się w nim 736 budynków mieszkalnych. 2382 osób deklarowało narodowość polską, 1724 – rusińską (ukraińską), 902 – żydowską, 1 – czeską. 2047 osób deklarowało przynależność do wyznania mojżeszowego, 1821 – do greckokatolickiego, 1141 – do rzymskokatolickiego. Miasto było siedzibą sądu powiatowego (sąd okręgowy w Samborze), przebiegała przez nie linia kolejowa Lwów – Sambor, zaś targi odbywały się w każdy poniedziałek. Od 1934 roku było także siedzibą wiejskiej gminy Komarno.
Ostatnim polskim burmistrzem Komarna był Michułka (podczas wojny wywieziony na wschód, zmarł na ziemi uzbeckiej).
We wrześniu 1939 roku samoloty Luftwaffe bestialsko, z niskiego pułapu przy bezchmurnym niebie, zbombardowały na stacji kolejowej Komarno-Buczały pociąg z uchodźcami – rodzinami polskich oficerów. Ofiarami tej zbrodni na cywilnej ludności były dziesiątki zabitych i rannych kobiet i dzieci. 
W czerwcu 1941, w obliczu ataku Niemiec na ZSRR NKWD zamordowało w więzieniu w Komarnie przetrzymywane tam osoby. Niemcy wkroczyli do Komarna w nocy z 29 na 30 czerwca 1941. Następnego dnia mieszkańcy miasta odnaleźli na terenie więzienia grób z 23 ciałami ofiar NKWD. Do rozkopania grobu i wydobywania zwłok zmuszono Żydów, których bito i maltretowano.
W latach 1941–1943 prawie wszystkich tutejszych Żydów wymordowali Niemcy i wspierająca ich Ukraińska Policja Pomocnicza. W latach 1943–1944 nacjonaliści ukraińscy z OUN–UPA zamordowali w podmiejskich miejscowościach 51 Polaków. Jednego Polaka zabili Niemcy, a 3 Ukraińców Służba Bezpieczeństwa OUN za odmowę wstąpienia do UPA i mordowania Polaków. W tym czasie miasto było schronieniem dla wielu mieszkańców okolicznych wiosek, uciekających przed napadami UPA. W latach 1945–1946 Polacy z Komarna zostali wysiedleni na Ziemie Zachodnie, głównie do Nowolesia k. Strzelina, gdzie w tamtejszym kościele umieścili łaskami słynący obraz Matki Bożej Różańcowej z Komarna.

## Zabytki

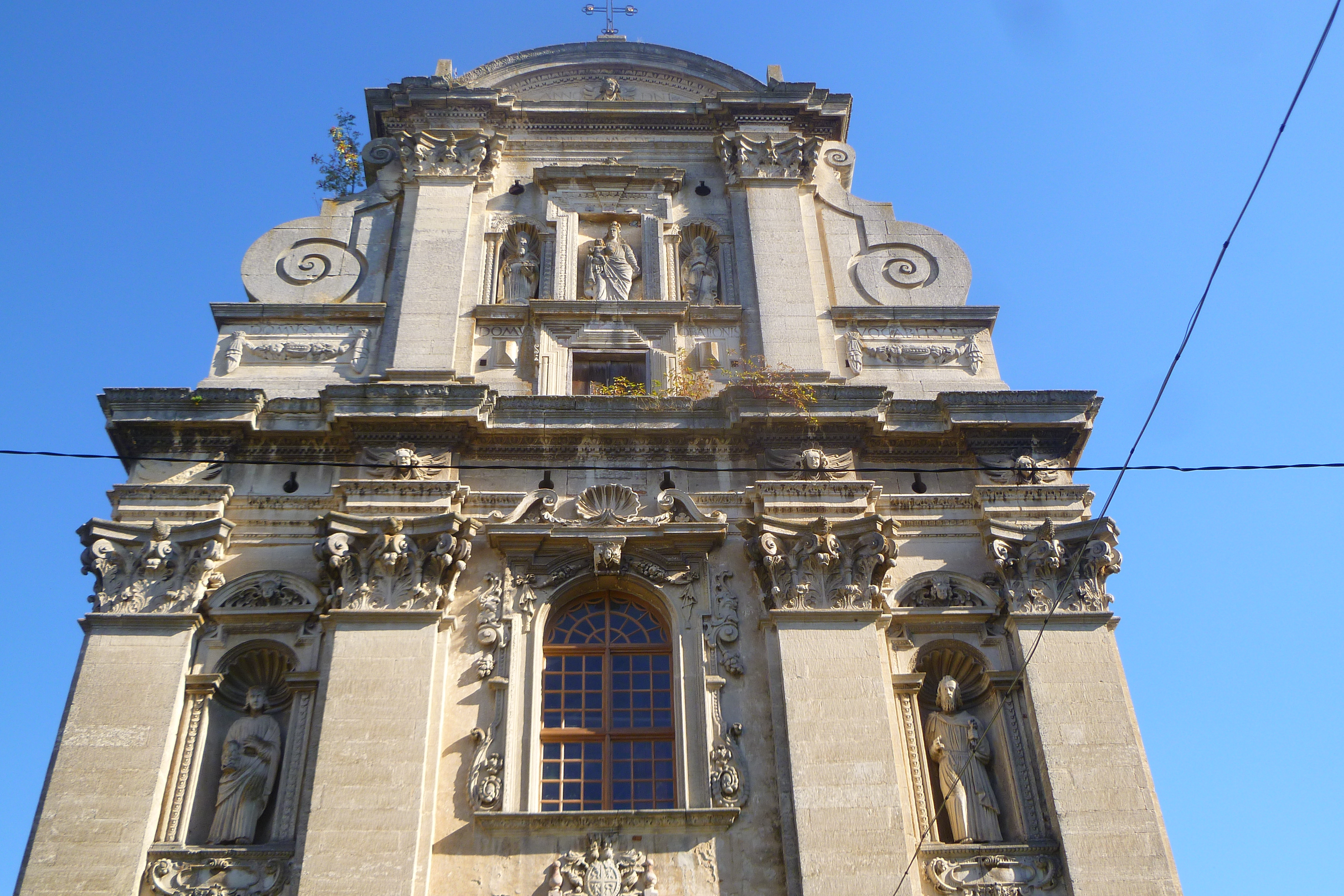
Кościół rzymskokatolicki pw. Narodzenia

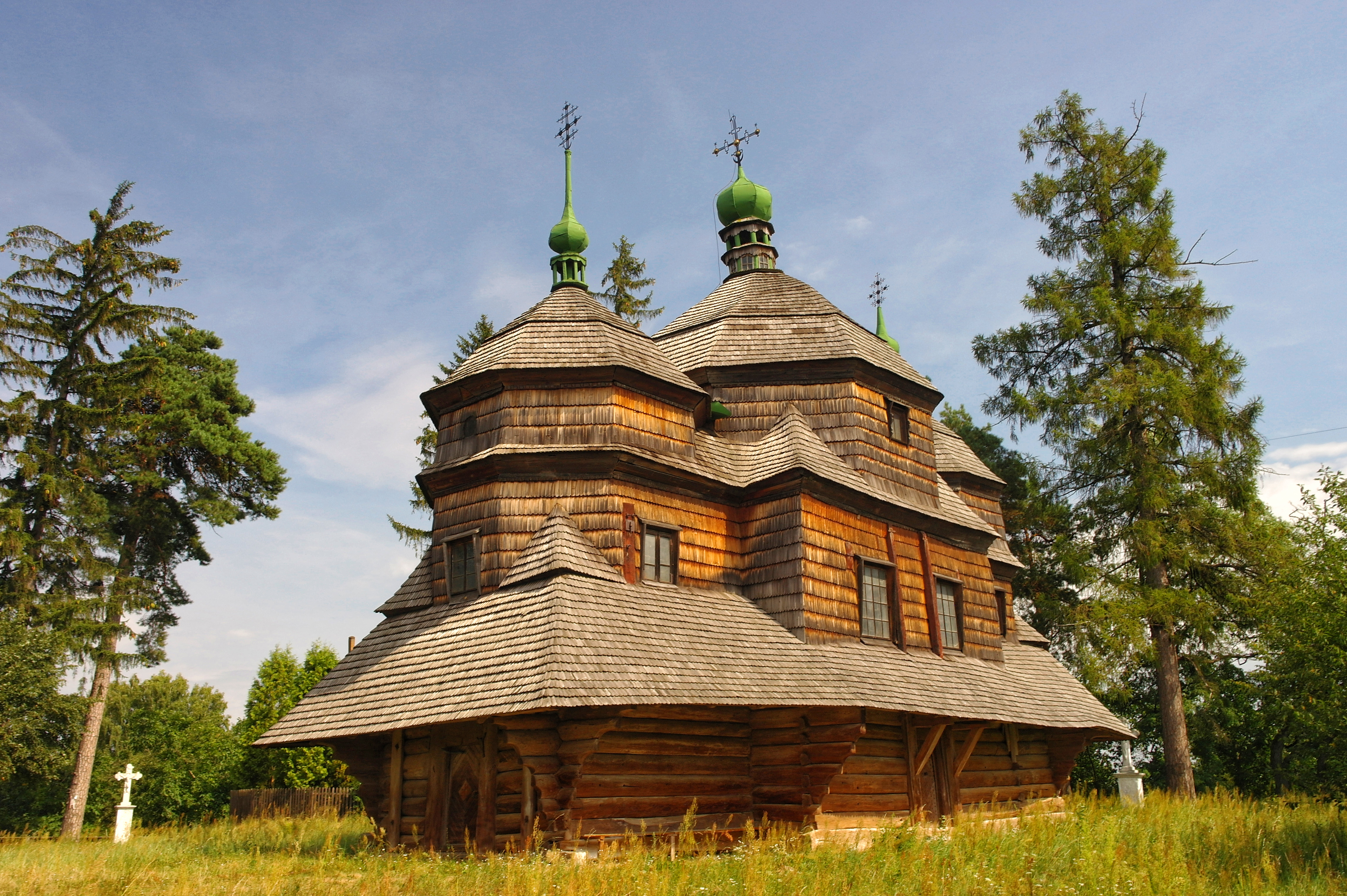
Cerkiew pw. św. Michała Archanioła

- kościół rzymskokatolicki pw. Narodzenia NMP z połowy XVII wieku fundacji Mikołaja Ostroroga, konsekrowany w 1658 roku. Parafia rzymskokatolicka obejmowała 21 wsi: Andryanów, Brzeziec, Buczały, Burcze, Chłopy, Czułowice, Herman[12], Horbula[13], Jakimczyce, Katarynice, Kosowiec, Klicko, Kołodruby, Litewka, Łowczyce, Piaski, Podzwierzyniec, Porzecze, Powerchów, Tatarynów i Zaszkowice. W czerwcu 1946 władze radzieckie zaadaptowały kościół na magazyn, co doprowadziło do jego systematycznej dewastacji. W 1992 władze ukraińskie zwróciły kościół wiernym, jednak po niedługim czasie powtórnie go odebrały i przekazały grekokatolikom.
- XVII-wieczny pomnik w kształcie czworobocznego kamiennego obelisku na wysokim cokole, zakończonego iglicą zwieńczoną krzyżem, z datami: 1641 i 1663 oraz łacińskim napisem: „mea mors tua vita” (moja śmierć twoje życie),
- drewniana cerkiew pw. św. Michała Archanioła z 1754 roku
- murowana cerkiew pw. św.św. Piotra i Pawła zbudowana w 1848 roku, odbudowana po w latach 1927-1929 pod pożarze z 1915 roku,
- neogotycka kaplica murowana z końca XIX wieku przy polskim cmentarzu,
- murowana cerkiew pw. św. Michała z 1910 r.
- wały czworobocznego zamku bastionowego na zachód od wsi
- ruiny pałacu Lanckorońskich we wsi Chłopy, położone zaraz na zachód, w parku przy ul. Samborskiej (Sambirskiej).